# 莱斯皮纳斯
莱斯皮纳斯（法語：Lespinasse，法語發音：[lɛspinas]）是法国上加龙省的一个市镇，属于图卢兹区。

## 地理
莱斯皮纳斯（43°42'30"N, 1°23'9"E）面积4.24 平方千米，位于法国奧克西塔尼大區上加龙省，该省份为法国西南部内陆省份，西南端与西班牙接壤，自此顺时针与上比利牛斯省、热尔省、塔恩-加龙省、塔恩省、奥德省和阿列日省接壤。
与莱斯皮纳斯接壤的市镇（或旧市镇、城区）包括：圣若里、圣阿尔邦、弗努耶、加龙河畔加尼亚克、布吕吉耶尔。

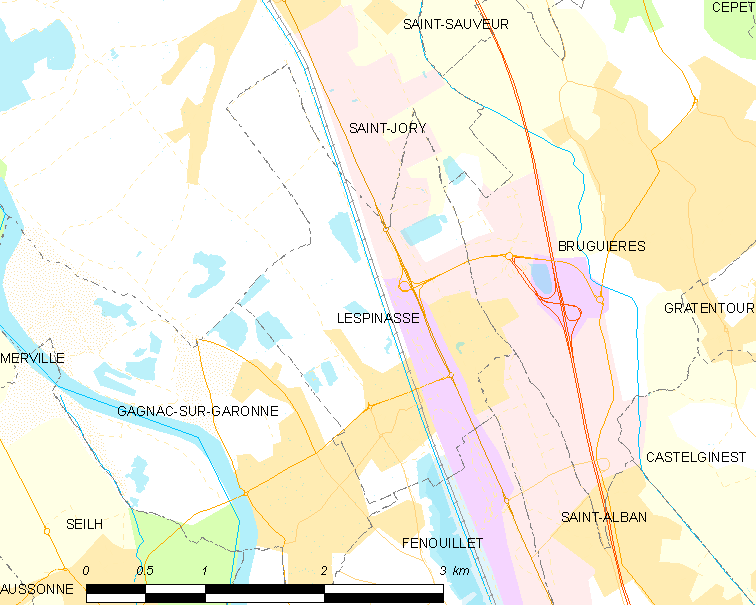
莱斯皮纳斯的OSM定位图

莱斯皮纳斯的时区为UTC+01:00、UTC+02:00（夏令时）。

## 行政
莱斯皮纳斯的邮政编码为31150，INSEE市镇编码为31293。

## 政治
莱斯皮纳斯所属的省级选区为卡斯泰尔日内斯特县。

## 人口

1962-2008年间莱斯皮纳斯人口变化图示

莱斯皮纳斯于2022年1月1日时的人口数量为3032人。